# Сравнение видов футзала
Между мини-футболом и футболом в залах, известными также как футзал ФИФА и футзал AMF (оба зачастую именуются футзалом), имеется большое количество сходств и различий.
Разделение этих видов спорта произошло в 1980-е годы, после неудачной попытки ФИФА контролировать оба вида спорта. С тех пор ФИФА занимается поддержкой мини-футбола, а AMF — футбола в залах.
К числу основных отличий относятся:
- площадка в мини-футболе может быть на 2 метра длиннее и шире[2],
- размер мяча[4],
- правила ввода аута: по правилам футбола в залах вводится рукой, в мини-футболе мяч — ногой[4],
- в футболе в залах допускается неограниченное число касаний вратарём мяча после паса ногой в отличие от мини-футбола[2].
- выполнение подкатов в мини-футболе разрешено лишь вратарю[4],
- в футболе в залах — полный контакт, в мини-футболе — частичный[1],
- правила удаления игрока: в футболе в залах разрешена замена, в мини-футболе команда играет 2 минуты в меньшинстве[4],
- дабл-пенальти: в футболе в залах пробивается с 9 метров, в мини-футболе — с 10 метров[2].

Также существует разновидность мини-футбола — моно-футзал. Количество игроков — по одному с каждой стороны. Имеет распространение в Европе, Латинской Америке и России, при этом правила отличаются от правил мини-футбола и имеют свои вариации.